# Славенциці (Нижньосілезьке воєводство)
Славенциці (пол. Sławęcice) — село в Польщі, у гміні Ґура Ґуровського повіту Нижньосілезького воєводства.
Населення — 286 осіб (2011).
У 1975-1998 роках село належало до Лешненського воєводства.

## Демографія
Демографічна структура станом на 31 березня 2011 року:
|          | Загалом | Допрацездатний вік | Працездатний вік | Постпрацездатний вік |
| -------- | ------- | ------------------ | ---------------- | -------------------- |
| Чоловіки | 144     | 35                 | 98               | 11                   |
| Жінки    | 142     | 33                 | 78               | 31                   |
| Разом    | 286     | 68                 | 176              | 42                   |